# João Batista Costa
João Batista Costa SDB (* 22. Dezember 1902 in Luiz Alves, Santa Catarina, Brasilien; † 17. April 1996 in Porto Velho) war brasilianischer Ordensgeistlicher und römisch-katholischer Bischof von Porto Velho.

## Leben
João Batista Costa trat der Ordensgemeinschaft der Salesianer Don Boscos bei und empfing am 9. Juli 1933 die Priesterweihe.
Papst Pius XII. ernannte ihn am 1. Oktober 1946 zum Titularbischof von Scilium und bestellte ihn zum Koadjutor der Territorialprälatur Porto Velho. Die Bischofsweihe spendete ihm der Erzbischof von São Paulo, Carlos Carmelo Kardinal de Vasconcelos Motta am 30. November 1946. Mitkonsekratoren waren Bischof Pedro Massa SDB, Prälat von Rio Negro im Amazonasgebiet, und Bischof José Selva e Amaral SDB, Prälat von Registro do Araguaia.
Er nahm an der ersten und vierten Sitzungsperiode des Zweiten Vatikanischen Konzils als Konzilsvater teil. Am 26. Mai 1978 verzichtete er auf Grund der geänderten Vergaberichtlinien auf seinen Titularsitz.
Papst Johannes Paul II. ernannte ihn mit Erhebung der Prälatur Porto Velho zum Bistum am 4. Dezember 1979 zum ersten – und auch letzten – Diözesanbischof des Bistums, das nach seiner altersbedingten Emeritierung am 9. Juni 1982 zum Erzbistum erhoben wurde.